# دانای استراتیگوپولو
دانای استراتیگوپولو (انگلیسی: Danai Stratigopoulou; ۸ فوریهٔ ۱۹۱۳ – ۱۸ ژانویهٔ ۲۰۰۹) (به یونانی: Δανάη Στρατηγοπούλου) خواننده، نویسنده و چهرهٔ دانشگاهی یونانی مقیم شیلی بود.
او با ترجمهٔ اشعار پابلو نرودا به یونانی به شهرت رسید.